# La regina degli scacchi (romanzo)
La regina degli scacchi (The Queen's Gambit) è un romanzo del 1983 scritto da Walter Tevis.
Il titolo originale The Queen's Gambit si riferisce al gambetto di donna, un'apertura degli scacchi che consiste nell'offerta di un pedone sul lato di donna (detto anche ovest) della scacchiera al giocatore avversario per ottenere un vantaggio nel gioco a discapito della (possibile) perdita di materiale.
Nel 2020 il romanzo è stato adattato per la televisione nell'omonima serie.

## Trama
Il romanzo narra la crescita, come donna e come scacchista, della giovane americana Beth Harmon. Ancora bambina viene casualmente in contatto col gioco degli scacchi in orfanotrofio e ne resta stregata. Diventa la sua ossessione e un motivo per vivere, per evadere almeno mentalmente dalla condizione disagiata in cui vive nell'istituto. Superate le difficoltà iniziali, specie l'ostilità della direttrice, riesce ad emergere e ad affermarsi in un crescendo di vittorie e titoli conquistati.
E qui entra in gioco uno dei temi ricorrenti delle opere di Walter Tevis: l'alcolismo. Il desiderio del bere diventa via via più intenso rischiando di mettere a repentaglio la sua travolgente ascesa nel mondo degli scacchi internazionali. Un amico fedele l'accompagnerà in questo aspro percorso a sfidare il gotha dei campioni russi.
Non meno importanti sono i temi della solitudine, che permea buona parte della vita della giovane protagonista, e l'emancipazione femminile raggiunta grazie all'affermarsi di una donna in un mondo quasi esclusivamente maschile. Evidente è il parallelismo che emerge tra la giovane Beth e Bobby Fischer, unico statunitense ad essersi affermato sui russi per il titolo mondiale.

## Adattamenti
Il romanzo è stato adattato per la televisione nel 2020 nella miniserie TV omonima, con Anya Taylor-Joy nel ruolo della protagonista.

## Edizioni
- The Queen's Gambit, Random House, 1983.
- La regina degli scacchi, traduzione di Angelica Cecchi, Prefazione di Tommaso Pincio. Postfazione di Yuri Garrett, Collana Classics, Roma, Minimum Fax, 2007,  p. 377, ISBN 978-88-7521-131-8. - BEAT, 2015, ISBN 978-88-655-9198-7.
- La regina degli scacchi, traduzione di Angelica Cecchi, Collana Oscar Absolute, Milano, Mondadori, 2021,  p. 324, ISBN 978-88-0474-053-7.